# La nona onda
La nona onda (Девятый вал, Devjatyj val) è un dipinto a olio su tela (221x332 cm) di Ivan Konstantinovič Ajvazovskij, realizzato nel 1850 e conservato nel Museo di Stato russo di San Pietroburgo.
Spesso definito «il più bel dipinto russo», quest'opera raffigura sei naufraghi ed il loro atteggiamento dinanzi alla nona onda, quella giudicata più terrificante dalla tradizione nautica: il pericolo imminente, tuttavia, non si limita a incutere timore nel gruppo di uomini ma esercita su di loro il fascino dalla potenza irresistibile della natura, incarnando squisitamente il sublime romantico.

## Descrizione

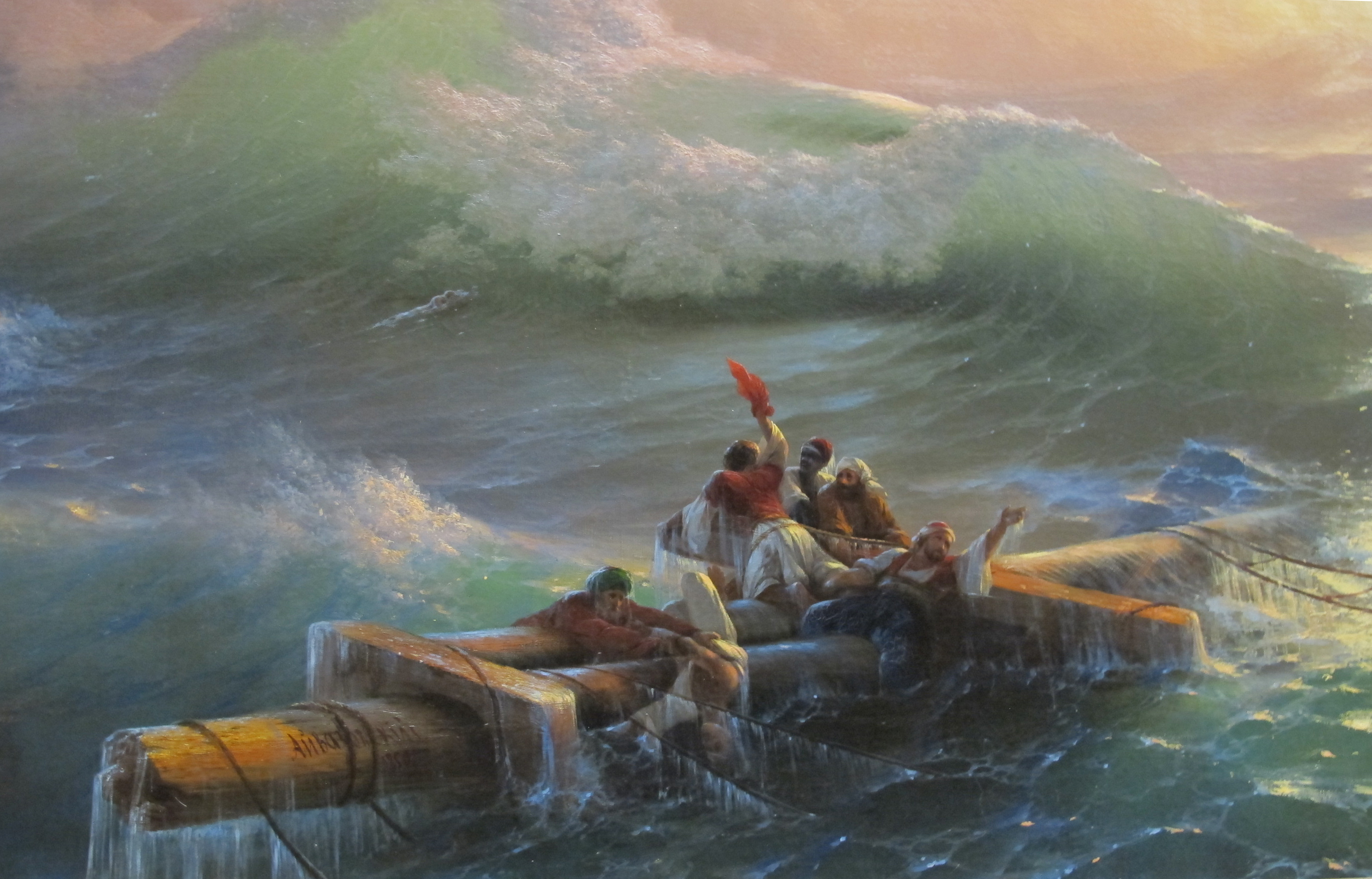
I sei naufraghi (dettaglio)

L'opera, la più famosa del pittore russo, raffigura in basso a sinistra sei uomini - chiaramente naufraghi - su un relitto rappresentato da parte dell'alberatura di un veliero, in balia dei flutti. Le acque, tuttavia, sono tutt'altro che tranquille: sta infatti imperversando una violenta tempesta, che culmina nella maestosità della nona onda, che si erge di fronte al gruppo di uomini.
Dicerie marinaresche, infatti, sostengono che le onde si ripetano periodicamente a gruppi di nove, ingrandendosi e gonfiandosi progressivamente, sino ad arrivare alla nona, quella più grande e bianca, contro la quale l'uomo non ha potere.
L'ineluttabilità del destino che segnerà i sei naufraghi dovrebbe insomma restituire una sensazione di terrore, mettendo in risalto la piccolezza materiale dell'uomo, e la sua impotenza nei confronti della natura. Malgrado ciò, la poderose forze naturali di Ajvazovskij non suscitano solo paura, ma anche una sensazione di ammirazione verso la sua bellezza; in questo modo, La nona onda è una delle opere più rappresentative dell'estetica del sublime, sentire onnipervasivo del Romanticismo già teorizzato da Immanuel Kant.

## Interpretazione

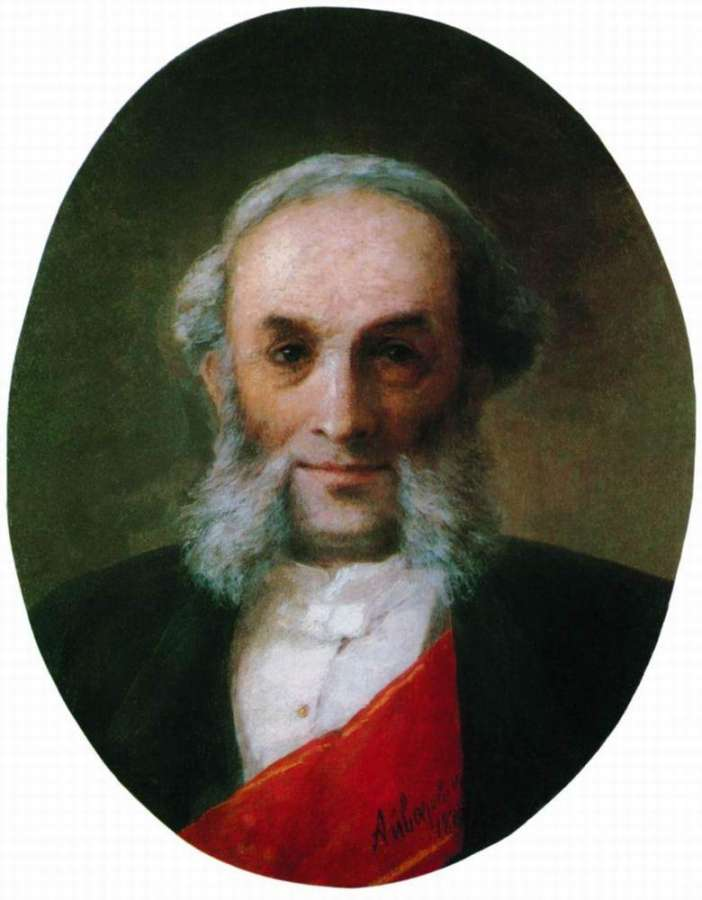
Autoritratto (1881) di Ajvazovskij, autore del dipinto

Anche la tavolozza di Ajvazovskij, composta da cromie calde (giallo, rosa, arancione) per l'aria e la luce e fredde (verde, viola, blu) per l'acqua, trasmette una sensazione di ottimismo, e non certo di terrore. Quest'opera, in effetti, intende esaltare la forza d'animo dell'essere umano, che affronta con decisione e serenità pericoli ben più grandi di lui: questo sentimento, decisivo per la fortuna critica dell'opera, è cristallizzato nell'atteggiamento di uno dei naufraghi, che si rivolge alla nona onda con aria di sfida, affatto intimorito dalla forza invincibile degli elementi naturali.
Può darsi, inoltre, che Ajvazovskij per l'esecuzione de La nona onda si sia ispirato, nel soggetto, ad un fatto di cronaca realmente successo nel 1842: il naufragio, davanti alle coste africane, di un'imbarcazione, e il successivo tentativo dei marinai superstiti di sopravvivere rimanendo aggrappati al relitto della nave. Se ciò contribuirebbe a spiegare l'abbigliamento e le fattezze africane dei sei uomini, vi è un'altra interpretazione che vede in quest'opera una trasposizione in pittura della situazione di uno dei popoli più amati da Ajvazovskij: quello armeno, oppresso da secoli da nemici assai più potenti, ma vivificato dalla fiducia di una futura liberazione e dalla consapevolezza di possedere una grande storia e altrettanto grandi tradizioni.